# Jellystone!
Jellystone! est une série télévisée d'animation américaine développée par C. H. Greenblatt. Elle est diffusée sur la plateforme HBO Max depuis le 29 juillet 2021, puis du 4 septembre 2021 au 6 mars 2025 sur Cartoon Network. 
En France, la série est diffusée sur Cartoon Network depuis le 27 novembre 2021, au Canada la série est diffusée à partir du 10 octobre 2021 sur Teletoon et au Québec sur Télétoon depuis le 5 mars 2022[réf. nécessaire].

## Présentation
La série est une version remaniée des personnages de Hanna-Barbera, proposant une ville de Jellystone moderne avec des personnages qui vivent, travaillent et jouent ensemble mais doivent résoudre leurs problèmes.
Ils ont tous un rôle dans la communauté. Roquet Belles-Oreilles est le maire de Jellystone, Yogi l'ours est docteur, Pappy Toutou est gardien du phare et très protecteur de Jappy, Mantalo et Loopy De Loop travaillent dans la boutique de vêtements de Magila. Le Pacha et sa bande de chats de ruelle continuent leurs activités d'arnaque, El Kabong est professeur d'école primaire et super-héros, Shazzan est vendeur de tickets au cinéma de la ville et les Banana Splits sont des criminels.

## Personnages

### À l'hôpital de Jellystone
- Yogi l'ours (avec la voix de Jeff Bergman[3],[2]) - Un ours brun qui est médecin au Jellystone Hospital. Yogi est sûr de lui, bien que d'une bêtise comique. Son premier amour est la nourriture, ce qui fait qu'il n'hésite pas à inventer des plans un peu fous pour mettre la patte sur des gourmandises. Il vient de Roquet Belles-Oreilles et par la suite de Yogi l'ours.
- Boo Boo (avec la voix de C.H. Greenblatt[2]) - C'est un ours brun qui est infirmière au Jellystone Hospital. Il vient de Roquet Belles-Oreilles et par la suite de Yogi l'ours.
- Cindy Bear (avec la voix de Grace Helbig[2]) - C'est un ours brun qui est médecin au Jellystone Hospital. Cindy complète le trio des ours de l'hôpital. Elle vient de Yogi l'ours.
- Ranger Smith (avec la voix de Jeff Bergman[2]) - Le directeur de l'hôpital. Il vient de Roquet Belles-Oreilles et par la suite de Yogi l'ours.
- Sophie la sorcière (avec la voix de Lesley Nicol[2]) - Une sorcière qui dirige la cafétéria de l'hôpital. Elle vient de Sans Secret, l'écureuil agent secret.

### À la mairie de Jellystone
- Roquet Belles-Oreilles (avec la voix de Jim Conroy[2]) - Un Bluetick Coonhound qui est le maire de Jellystone. Il est détendu et simpliste dans sa façon de diriger Jellystone et il est toujours calme face au chaos de la ville. Il vient de Roquet Belles-Oreilles.
- M. Jules (avec la voix de Jeff Bergman[2]) - Un chat assistant du maire Roquet Belles-Oreilles. Il vient des segments Pixie et Dixie et Mr. Jinks de Roquet Belles-Oreilles.
- Alcibiade (avec la voix de Dana Snyder[2]) - Un puma rose consultant pour les relations publiques du maire Roquet Belles-Oreilles. Il est également présentateur télé pour des talk-shows, la météo et le journal télévisé. Il vient de Grangallo Tirevite et Yogi l'ours.

### À l'école primaire de Jellystone
- El Kabong (en) (avec la voix de Bernardo de Paula[2]) - Un cheval professeur à l'école primaire de Jellystone et super-héros avec sa guitare. Il vient de Grangallo Tirevite.
- Jappy Toutou (avec la voix de Georgie Kidder[2]) - Un jeune chiot avide de connaissances très proche de son père Pappy Toutou. Contrairement au personnage original, Jappy est une fille dans la série. Ses meilleurs amis sont Shag Rugg et Yakky Doodle. Elle vient des segments Jappy et Pappy Toutou de Grangallo Tirevite.
- Yakky Doodle (en) (avec la voix de Katie Grober[2]) - Yakky est un petit canard femelle trop prudent et inquiet et ses meilleurs amis sont Jappy Toutou et Shag Rugg. Elle vient des segments du même nom de Yogi l'ours.
- Shag Rugg (avec la voix de Ron Funches[2]) - C'est un ourson brun cool, avec un langage branché et amusant. Il vient des segments Une famille Ours au Far West de Atomas, la fourmi atomique.
- Pouf et Riqui (avec les voix de Oscar Reyez et Jakari Fraser[2]) - Ils sont un chat et un chien robot en référence à leur première aventure dans la série originale avec une rivalité amicale. Ils viennent de Pouf et Riqui.
- Lambsy Divey (avec la voix de Dana Snyder[2]) - Un jeune agneau qui fait du skateboard. Il vient des segments It's the Wolf de Cattanooga Cats (en).
- Danielito - Un petit loup. Il vient des segments Garoup le Loup de Roquet Belles-Oreilles.
- Capitaine Caverne Junior (avec la voix de Dana Snyder[2]) - Un jeune garçon des cavernes et fils turbulent de Capitaine Caverne trouvé dans un glacier de Jellystone. Il vient des segments Capitaine Caverne et son fils des Pierrafeu en culottes courtes.

### À l'allée
- Le Pacha (avec la voix de Thomas Lennon[2]) - Un chat qui est le meneur lisse et convaincant des chats de l'allée. Il est souvent vu en train de manigancer des plans pour arnaquer les résidents de Jellystone et se faire de l'argent facile. Il vient du Pacha.
  - Bidule la Boule (avec la voix de C.H. Greenblatt[2]) - Un membre du gang du Pacha qui en est le n°1. Il est également le seul membre du gang à ne pas avoir de sclère.
  - Chouchou (avec la voix de Jenny Lorenzo[2]) - Un membre du gang qui est une fille dans cette série. Elle est la plus futée et atterrit par terre parfaitement.
  - P'tite tête (avec la voix de Georgie Kidder[2]) - Une membre du gang du Pacha avec un ton sarcastique. Comme Chouchou, elle est une fille dans la série.
  - Fancy-Fancy (avec la voix de Andrew Frankel[2]) - Un membre du gang du Pacha.
  - Spooky (avec la voix de Jenny Lorenzo[2]) - Une version repliée de Spook qui est le cuisinier écervelé et silencieux du gang. Comme Chouchou et P'tite tête, elle est une fille dans la série.
- Le King (avec la voix de Bernardo de Paula[2]) - Un lion cool qui rivalise avec le Pacha. Lui et ses amis sont d'excellent danseurs. Il vient des segments Heyyy! It's the King! de CB Bears (en).
  - Big H - Un hippopotame membre du groupe du King qui est une fille dans cette série.
  - Clyde - Un gorille brun clair membre du groupe du King.
  - Skids - Un alligator qui porte un seau et membre du groupe du King qui est une fille dans cette série.
  - Yuka Yuka - Une hyène membre du groupe du King.

### Au service de police de Jellystone
- Touché la tortue (avec la voix de Dana Snyder[2]) - Le chef de la police de Jellystone et un mousquetaire tortue. Il vient des segments Touché la Tortue de The Hanna-Barbera New Cartoon Series (en).
- Yippee, Yappee et Yahooey (avec les voix de Jim Conroy, Grace Helbig et C.H. Greenblatt[2]) - Trois officiers de police qui sont comme Touché habillés en mousquetaires et portent des épées. Ils viennent des segments Yippee, Yappee et Yahooey de Peter Potamus.

### À l'agence de Détectives de Jellystone
L'agence de Détectives de Jellystone opère dans le district de Détectives de Jellystone.
- Fouinard et Babillard (en) (avec les voix de Georgie Kidder et Bernardo de Paula[2]) - Un duo constitué d'un chat et d'une souris détectives. Fouinard est une femme dans cette série dans Babillard reste un homme. Ils viennent des segments Snooper and Blabber (en) de Grangallo Tirevite.
- Undercover Elefant (avec la voix de Dana Snyder[2]) - Un éléfant détective qui se déguise mais ça ne marche pas bien. Il vient des segments Undercover Elefant de CB Bears (en).
- Inch High (avec la voix de Fajer Al-Kaisi[2]) - Un détective privé miniature. Il vient de Mini Mini détective.

### Les propriétaires de la ville
- Magilla le Gorille (avec la voix de Paul F. Tompkins[2]) - Un gorille propriétaire d'une boutique de vêtements spécialisée dans les nœuds papillons et les chapeaux. Il vient de Magilla le Gorille.
  - Mantalo (avec la voix de Nicole Thurman[2]) - Un requin joyeux qui est la meilleure emplyée de Magilla. Elle est une fille dans cette série. Elle vient de Mantalo.
  - Loopy De Loop (avec la voix de Ulka Simone Mohanty[2]) - Une louve québécoise collègue et amie de Mantalo. Dans cette série, elle est une fille et souvent négative et sarcastique. Elle vient de Loopy De Loop.
- Pappy Toutou (avec la voix de C.H. Greenblatt[2]) - Il est le père très protecteur de sa fille Jappy Toutou et le gardien du phare de la ville. Il vient des segments Jappy et Pappy Toutou de Grangallo Tirevite.
- Pierre Popotame (avec la voix de C.H. Greenblatt[2]) - Il est un hippopotame otaku fan d'arts martiaux qui passe du temps avec ses figurines. Le reste du temps, il essaie de sortir avec d'autres habitants. Dans la deuxième saison, il est révélé qu'il est facteur pour la poste de Jellystone avec son ballon comme mode de transport. Il vient de Peter Potamus.
  - So-So (avec la voix de George Takei[2]) - Un singe qui travaille avec Pierre à la poste. Il vient de Peter Potamus.
- Squiddly la pieuvre (avec la voix de Niccole Thurman[2]) - Une pieuvre propriétaire d'un magasin de musique. Elle vient des segments Squiddly la pieuvre de Sans Secret, l'écureuil agent secret.
- Shazzan (avec la voix de Fajer Al-Kaisi[2]) - Un génie qui fait de nombreux petits boulots de vente et vendeur de tickets au cinéma de la ville. Dans la troisième saison, il est révélé qu'il fait ces boulots pour payer sa dette d'étudiant. Il n'a pas une taille de géant dans cette série. Il vient de Shazzan.
- Jonny Quest et Hadji (avec les voix de Andrew Frankel et Fajer Al-Kaisi[2]) - Les opérateurs de Quest Bowl, le bowling de la ville. Ils viennent de la franchise Jonny Quest.
- La famille Rugg - La famille hillbilly de Shag Rugg qui dirige le Café Mud Bug. Ils viennent des segments Une famille Ours au Far West de Atomas, la fourmi atomique.
  - Paw Rugg (avec la voix de Jim Conroy[2]) - Un ours brun père de Shag Rugg.
  - Maw Rugg (avec la voix de Angelique Perrin[2]) - Une ourse brune mère de Shag Rugg.
  - Floral Rugg (avec la voix de Georgie Kidder[2]) - Une ourse jaune grande sœur de Shag Rugg qui travaille en tant que serveuse dans le café.
- Chopper (avec la voix de Angelique Perrin[2]) - Un bulldog mère adoptive de Yakky Doodle et propriétaire de la pizzeria Cattanooga Cheese Explosion. Elle est une femme dans cette série. Elle vient des segments Yakky Doodle (en) de Yogi l'ours.
- Morocco Mole (avec la voix de Dana Snyder[2]) - Une taupe qui dirige "Saunas, Sweats & Sandwiches" en réponse au fait qu'on ne peut pas manger des sandwichs dans un sauna. Il vient de Sans Secret, l'écureuil agent secret.

### D'autres habitants de Jellystone
- Capitaine Caverne (avec la voix de Jim Conroy[2]) - Un homme des cavernes amusant qui aime sortir avec Yogi l'Ours et Mantalo. Il vit dans un van qui ressemble à une caverne à l'intérieur. Il vient de Capitaine Caverne.
- Wally Gator (avec la voix de Jeff Bergman[2]) - Un joyeux alligator patient récurrent de l'hôpital de Jellystone. Il vient des segments Wally Gator de The Hanna-Barbera New Cartoon Series (en).
- Bobbie Looey (en) (avec la voix de Jenny Lorenzo[2]) - Elle est un âne qui travaille pour le gouvernement. Elle est une femme dans cette série et est basée sur le personnage Baba Looey (en) de Grangallo Tirevite.
- Les Banana Splits - Des criminels endurcis mais caricaturaux. Ils viennent des Banana Splits.
  - Fleegle (avec la voix de Paul F. Tompkins[2]) - Un chien meneur des Banana Splits.
  - Bingo (avec la voix de Jim Conroy[2]) - Un singe orange membre des Banana Splits.
  - Drooper (avec la voix de C.H. Greenblatt[2]) - Un lion membre des Banana Splits.
  - Snorky - Un éléphant membre des Banana Splits.
- Momo (avec la voix de C.H. Greenblatt[2]) - Un gorille violet géant. Il vient de Momo et Ursul.
- Mademoiselle Rose (avec la voix de Grace Helbig[2]) - Une vieille femme bienveillante juge de la ville. Elle vient des segments Mademoiselle Rose et Charlemagne de Atomas, la fourmi atomique.
  - Bristle Hound - Un chien bailli du court.
- Lippy le lion et Jérémie (avec les voix de Jeff Bergman et Jenny Lorenzo[2]) - Un duo constitué d'un lion et d'une hyène. Ils viennent des segments Lippy le lion de The Hanna-Barbera New Cartoon Series (en).
- Mildiou le Loup (en) (avec la voix de Bernardo de Paula[2]) - Un loup flamboyant. Il vient des segments It's the Wolf de Cattanooga Cats (en).
- Brenda, Lili et Babette (avec les voix de Georgie Kidder, Nicole Thurman et Grace Helbig[2]) - Les anciennes équipières de Capitaine Caverne qui font des petits boulots.
- Pixie (avec la voix de Jenny Lorenzo[2]) et Dixie - Deux souris toujours vues ensemble. Ils viennent des segments Pixie et Dixie et Mr. Jinks de Roquet Belles-Oreilles.
- Kwicky Koala (avec la voix de Paul F. Tompkins[2]) - Un koala. Il vient de Kwicky Koala.
- Speed Buggy (avec la voix de Jim Conroy[2]) - Un buggy des dunes avec une face. Il vient de Speed Buggy.
  - Tinker (avec la voix de Dana Snyder[2]) - Le pilote de Speed Buggy.
- J. Whimple Dimple - Un résident âgé de Jellystone. Il vient de l'épisode Magilla joue au jeu de Magilla le Gorille.
- Atomas - Une fourmi minuscule avec une force physique incroyable. Il vient de Atomas, la fourmi atomique.
- Dirty Dawg (avec la voix de Jeff Bergman[2]) - Un Laborador Retriever vagabond qui est un artiste caricatural et un vieil ami de Lippy et Jérémie. Il vient des segments Dirty Dawg de Kwicky Koala.
- Tubb (avec la voix de Dana Snyder[2]) - Un plongeur de scuva. Il est un adulte dans cette série. Il vient des segments Moby Dick de Mightor.
- Kaboobie - Un dromadaire qui vole et un ami de Shazzan. Il vient de Shazzan.

### Des habitants de Jellystone sans emploi
Ces personnages sont dans la ville de Jellystone mais ne semblent pas avoir de fonction.
- Garoup le Loup - Un loup qui vient de Roquet Belles-Oreilles.
- Le Hair Bear Bunch - Ils viennent de Help!... It's the Hair Bear Bunch! (en).
  - Hair Bear - Chef du Hair Bear Bunch.
  - Square Bear - Le plus grand membre du Hair Bear Bunch.
  - Bubi Bear - Le plus petit membre du Hair Bear Bunch.
- CB Bears (en) - Ils viennent de CB Bears (en)
  - Hustle - Un ours brun chef des CB Bears.
  - Bump - Un petit ours bleu membre des CB Bears.
  - Boogie - Un grand ours brun avec un couvercle de poubelle sur la tête.

### À New Caillouville
New Caillouville est la ville rivale de Jellystone. Le mot Caillouville est une référence aux Pierrafeu.
- Satanas (avec la voix de Dwight Schultz[2]) - Le maire de New Bedrock. Il vient des Fous du Volant et porte sa tenue de Satanas et Diabolo.
- Diabolo (avec la voix de Dana Snyder[2]) - Le chien acolyte de Satanas. Il vient des Fous du Volant.
- Les Really Rottens - Une équipe de vilains de New Bedrock travaillant pour le maire Satanas.
  - Daisy Mayhem (avec la voix de Georgie Kidder[2]) - Une femme hillbilly membre des Really Rottens. Elle vient des segments Laff-A-Lympics (en) de Scooby's All-Star Laff-A-Lympics (en).
    - Sooey - Le cochon de compagnie de Daisy.

  - Dinky Dalton (avec la voix de Dwight Schultz[2]) - Un cowboy hors-la-loi imposant membre des Really Rottens. Il vient de Grangallo Tirevite.
  - Dirty Dalton - Un cowboy hors-la-loi frère de Dinky Dalton. Il vient de Grangallo Tirevite.
  - Dastardly Dalton - Un cowboy hors-la-loi frère de Dinky et Dirty Dalton. Il vient de Grangallo Tirevite.
  - Mrs. Creepley - Une femme effrayante et macabre. Elle vient des segments Laff-A-Lympics (en) de Scooby's All-Star Laff-A-Lympics (en).
    - Orful Octopus - Une pieuvre possédée par Mrs. Creepley.

  - The Great Fondoo - Un magicien maléfique. Il vient des segments Laff-A-Lympics (en) de Scooby's All-Star Laff-A-Lympics (en).
    - Magic Rabbit (avec la voix de Niccole Thurman[2]) - Le lapin de compagnie de Great Fondoo.

### Personnages invités
- Alex - Un squelette. Il vient des segments Fender Bender 500 de Wake, Rattle, and Roll (en).
- Baby Puss - Un tigre à dents de sabre. Il vient des Pierrafeu.
- Les Biskitts (en) - Les mascottes de plusieurs produits alimentaires à Jellystone et du parc d'attractions Biskitt Farms.
- Fred Pierrafeu (avec la voix de Jeff Bergman[2]) - Il est vu dans la couverture d'un magazine. Il vient des Pierrafeu.
- Clue Club
  - Larry (avec la voix de C.H. Greenblatt[2])
  - Pierrette (avec la voix de Grace Helbig[2])
  - D.D.
  - Danny
  - Sheriff Bagley - Un shérif en contact avec les forces de l'ordre.
  - Pataud (avec la voix de C.H. Greenblatt[2]) et Wimper - Les chiens mascottes du Clue Club.
- M. Peebles - Il vient de Magilla le gorille.
- Quack-Up (avec la voix de Fajer Al-Kaisi[2]) - Un canard loufoque. Il vient de Yogi's Space Race (en) et de Galaxy Goof-Ups (en).
- Les Neptunes - Composés de Bill, Toufou, Bouclette et Shelly, ils sont les anciens membres du groupe de Mantalo. Shelly a été vue en tant que caissière à Barbera. Ils viennent de Mantalo.
- Bleep (avec la voix de Jim Conroy[2]) - Un alien qui visite la ville en soucoupe volante. Il vient de Josie et les Pussycats dans le cosmos.
- Glump (avec la voix de Fajer Al-Kaisi[2]) - Un Stegosaurus. Il vient de Valley of the Dinosaurs (en).
- Cattanooga Cats (en) - Constitués de Country (avec la voix de Scott Whyte[2]), Kitty Jo (avec la voix de Georgie Kidder[2]), Scoots et Groove, ils sont un groupe d'animatroniques à la pizzeria Cattanooga Cheese Explosion similaires à ceux de The Rock-afire Explosion (en). Leur chien Teeny Tim est un robot serveur dans la série.
- Le Fantôme Funky (en) (avec la voix de Paul F. Tompkins[2]) - Un fantôme ancien catcheur et héros d'enfance de Roquet Belles-Oreilles. Il vient de The Funky Phantom (en).
- Mightor (avec la voix de Jim Conroy[2]) - Un combattant de catch. Il vient de Mightor.
- Gravity Girl - Elle vient de Birdman and the Galaxy Trio (en).
- Grand Gazou (avec la voix de Flula Borg[2]) - Un alien sociopathe vert. Il vient des Pierrafeu.
- Zéphyrin le pigeon - Un pigeon voyageur. Il vient de Satanas et Diabolo.
- Volavoile - Un criminel. Il vient de Satanas et Diabolo.
- Scrappy-Doo - Il apparaît sur une brique de lait. Il vient de Scooby-Doo et Scrappy-Doo.
- Zandor - Il vient de The Herculoids.
- Gloop - Gloop est une fille dans cette série. Elle vient de The Herculoids.
- L'équipe Fantôme - Un groupe de super-héros. Ils viennent du Fantôme de l'espace.
  - Le Fantôme de l'espace (avec la voix de Paul F. Tompkins dans la saison 2 et George Lowe dans la saison 3[2]) - Un fantôme super-héros galactique.
  - Jacques et Jeanne (avec les voix de Georgie Kidder et Andy Merrill[2]) - Les acolytes du Fantôme de l'espace.
  - Blip (avec des effets vocaux de Jeff Bergman[2]) - Le singe de Jacques et Jeanne.
- Moby Dick (avec la voix de Paul F. Tompkins[2]) - Un grand cachalot blanc qui vit dans les eaux de la crique de Jellystone. Il vient des segments Moby Dick de Mightor.
- Barney Laroche (avec la voix de Paul F. Tompkins[2]) - Il vient des Pierrafeu.
- Weirdly Mur-de-Pierre - Il vient des Pierrafeu.
- Dino - Il fait une apparition comme un jouet. Il vient des Pierrafeu.
- Orbity - (avec des effets vocaux de Ulka Simone Mohanty[2]) - Il vient des Jetson.
- Zorak (avec la voix de Jim Conroy[2]) - Une mante dokarienne. Il vient du Fantôme de l'espace.
- Brak (avec la voix de Andy Merrill[2]) - Un chat alien. Il vient du Fantôme de l'espace.
- Mrs. Guerta - Une chatte alien mère de Brak. Elle vient de The Brak Show (en).
- Sans-Secret - Il est vu sur l'affiche d'un film. Il vient de Sans Secret, l'écureuil agent secret.
- Dread Baron - Un prisonnier à Santo Relaxo. Il vient des segments Laff-A-Lympics (en) de Scooby's All-Star Laff-A-Lympics (en).
- Hillarious P. Prankster - Un criminel joker prisonnier à Santo Relaxo. Il vient de Yogi's Gang (en).
- Zombie - Un gardien de prison à Santo Relaxo. Il vient de Scooby-Doo.
- Scare Bear - Il vient de Yogi's Space Race (en).
- Les pirates du ciel - Un groupe de pirates des cieux de Jellystone. Ils viennent de Yogi's Gang (en).
  - Captain Swashbuckle Swipe (avec la voix de Bernardo de Paula[2]) - Le capitaine des pirates du ciel.
  - Lotta Litter (avec la voix de Georgie Kidder[2]) - Membre des pirates du ciel spécialisée dans le vol de poubelles.
  - Mr. Smog (avec la voix de C.H. Greenblatt[2]) - Membre des pirates du ciel.
  - Gossipy Witch of the West (avec la voix de Dana Snyder[2]) - Une sorcière membre des pirates du ciel.
- Faucon Bleu (avec la voix de Rob Riggle[2]) - Un super-héros qui prétend être fort grâce à son costume. Il vient de Dynomutt, Dog Wonder (en).
  - Dynomutt - Le chien robot compagnon de Faucon Bleu.
- Mr. Hothead - Il vient de Yogi's Gang (en).
- Moltar - Il vient du Fantôme de l'espace.
- Les Jetson - Une famille futuriste. Ils viennent des Jetson.
  - George Jetson (avec la voix de Jeff Bergman[2]) - Le père de famille.
  - Jane Jetson (avec la voix de Annie Mumolo[2]) - La femme de George.
  - Judy Jetson (avec la voix de Georgie Kidder[2]) - La fille de George.
  - Elroy Jetson - Le fils de George.
  - Astro (avec des effets vocaux de Ron Funches[2]) - Le chien de compagnie des Jetson.
  - Rosie (avec la voix de Annie Mumolo[2]) - Un robot femme de ménage.
- Cool Cat (avec la voix de Dana Snyder[2]) - Un chat vieil ami de Roquet Belles-Oreilles qui adore le disco. Il vient des segments Heyyy, It's the King! de CB Bears (en).
- Clown fantôme - Il apparaît sur une photo. Il vient de Scooby-Doo.
- Les chasseurs de fantômes - Une équipe de résolveurs de mystères. Ils viennent de Gaspard et les Fantômes.
  - Gaspard - L'animal mascotte des chasseurs de fantômes.
  - Jean (avec la voix de Dana Snyder[2]) - Le meneur des chasseurs de fantômes.
  - Tina (avec la voix de Jenny Lorenzo[2]) - Une membre des chasseurs de fantômes.
  - Ghyslain (avec la voix de C.H. Greenblatt[2]) - Un membre des chasseurs de fantômes à lunettes.
- Mystères Associés - La célèbre équipe de résolveurs de mystères. Ils viennent de Scooby-Doo.
  - Scooby-Doo - L'animal mascotte de l'équipe. Il a été usurpé par une boule de coton.
  - Sammy Rogers (avec la voix de Matthew Lillard[2]) - Un membre de Mystères Associés. Il a été usurpé par Tubb et un petit Yogi.
  - Fred Jones (avec la voix de Frank Welker[2]) - Un membre de Mystères Associés. Il a été usurpé par Ranger Smith.
  - Daphne Blake - Une membre de Mystères Associés. Elle a été usurpée par Lippy le Lion et le bras de Tubb.
  - Vera Dinkley - Une membre de Mystères Associés. Elle a été usurpée par Cindy Bear.
- Elektra (avec la voix de Ulka Simone Mohanty[2]) - Une actrice dans une émission télévisée. Elle vient des segments Teen Force de Space Stars.
- Flirtacia (avec la voix de Georgie Kidder[2]) - Une actrice liliputienne dans une émission télévisée. Elle vient des Aventures de Gulliver.
- Zelda the Ostrich (avec la voix de Niccole Thurman[2]) - Une autruche actrice dans une émission télévisée. Elle vient des segments Heyyy! It's the King! de CB Bears (en).
- Charlie le Robot (avec la voix de Dana Snyder[2]) - Un robot acteur dans une émission télévisée. Il vient de Scooby-Doo.
- Le Diable Rouge (avec la voix de Dana Snyder[2]) - Un diable vivant en enfer. Il vient des segments Monsieur Belette de Cléo et Chico.
- Hong Kong Fou Fou (avec la voix de Ron Funches[2]) - L'acteur d'un film d'arts martiaux. Il vient de Hong Kong Fou Fou.
- Spot (avec la voix de Bernardo de Paula[2]) - Un puissant chat qui parle et frère de Hong Kong Fou Fou. Il vient de Hong Kong Fou Fou.
- Sergent Flint - Un personnage de soutien dans un film d'arts martiaux. Il vient de Hong Kong Fou Fou.
- Rose-Marie (avec la voix de Georgie Kidder[2]) - Un personnage de soutien dans un film d'arts martiaux. Elle vient de Hong Kong Fou Fou.
- Petit Rock (avec la voix de SungWon Cho[2]) - Un fan d'animés et le propriétaire du Grand Musée de l'Animé et la Mémoire du Manga de Petit Rock qui est le rival de Pierre Popotame. Il vient de Mightor.
  - Ork - L'oiseau de Petit Rock.
- Dr. Benton Quest - Vu sur une image. Il vient de Jonny Quest.
- Race Bannon - Vu sur une image. Il vient de Jonny Quest.
- Bandit - Vu sur une image. Il vient de Jonny Quest.
- Lokar - Un insectoïde. Il vient du Fantôme de l'Espace.
- Sneezly Seal - Un sceau. Il vient des segments Breezly and Sneezly (en) de Peter Potamus.
- Buzz Conroy - Il est un vendeur pour un ensemble de construction de voitures. Il vient de Frankenstein Jr. and The Impossibles (en).
- Dino Boy (avec la voix de C.H. Greenblatt[2]) - Il est un vendeur pour un ensemble de construction de voitures. Il vient des segments Dino Boy in the Lost Valley du Fantôme de l'Espace.
  - Ugh (avec la voix de Jim Conroy[2]) - Un homme des cavernes. Il vient des segments Dino Boy in the Lost Valley du Fantôme de l'Espace.
  - Bronty (avec des effets vocaux de Ulka Simone Mohanty[2]) - Un jeune Brontosaurus moyen de transport de Dino Boy et Ugh. Il vient des segments Dino Boy in the Lost Valley du Fantôme de l'Espace.
- Birdman - Vu sur une image d'un mémorial après sa mort à Jellystone contre les habitants des égoûts. Il vient de Birdman and the Galaxy Trio (en).
- Scooby-Dum - Un ancien maire de Jellystone mis en accusation. Il vient de Scoubidou Show.
- La famille des cavernes - Un groupe d'hommes des cavernes de Néandertal cousins de Capitaine Caverne. Ils viennent de Valley of the Dinosaurs (en).
- Gorok (avec la voix de Paul F. Tompkins[2]) - Le père de la famille des cavernes.
- Gara (avec la voix de Niccole Thurman[2]) - La mère de la famille des cavernes.
- Lok (avec la voix de Paul F. Tompkins[2]) - Le fils de Gorok.
- Tana (avec la voix de Grace Helbig[2]) - La fille de Gorok.
- Arok le barbare - Un barbare. Il vient de Arok le barbare.
  - Tork - Un Mok compagnon de Arok le barbare.
  - Ariel - Une princesse compagnon de Arok le barbare qui utilise la magie.

## Distribution

### Voix françaises
- Serge Faliu : Yogi l'ours, Fleegle, Magilla le gorille, le Fantôme Funky
- Benjamin Bollen : Boo Boo, le Grand Gazoo
- Stéphane Ronchewski : Roquet Belles-Oreilles, Wally Gator, Le King, Alcibiade, Mildiou le loup
- Karine Foviau : Cindy, Chouchou, Yakky Doodle, Susan la guitare
- Jérémy Prévost : Pappy Toutou, Capitaine Caverne, Pierre Popotame, El Kabong, Bidule, Lippy le lion
- Youna Noiret : Squiddly la pieuvre, Petitro, Floral, Granny Sweet (Melle Rose), Chopper
- Gabriel Bismuth-Bienaimé : Shag Rugg, Capitaine Caverne Junior, Fancy-Fancy, Yippie
- Emmanuel Curtil : Le Pacha, M. Jules, Shazzan
- Charlotte Hervieux : Jappy Toutou, P'tite Tête, Loopy De Loop
- Magali Rosenzweig : Sophie la sorcière, Mantalo

 Sauf indication contraire ou complémentaire, les informations mentionnées dans cette section proviennent du générique de fin de l'œuvre audiovisuelle présentée ici.

## Épisodes
| Saison | Épisodes | États-Unis      | États-Unis      | France           | France        |
| Saison | Épisodes | Début de saison | Fin de saison   | Début de saison  | Fin de saison |
| ------ | -------- | --------------- | --------------- | ---------------- | ------------- |
| 1      | 21       | 29 juillet 2021 | 21 octobre 2021 | 27 novembre 2021 | NC            |
| 2      | 19       | 17 mars 2022    | 17 mars 2022    | NC               | NC            |
| 3      | 17       | 22 février 2024 | 22 février 2024 | NC               | NC            |

### Saison 1 (2021)
| Numéro de l'épisode | Titre français              | Titre original                      | Résumé | Première diffusion | Première diffusion |
| ------------------- | --------------------------- | ----------------------------------- | --- | ------------------ | ------------------ |
| 1                   | L'estomac de Yogi           | Yogi's Tummy Trouble                | Un estomac nucléaire donne envie à Yogi de tout manger. | 4 septembre 2021   | 27 novembre 2021   |
| 2                   | Un gorille parmi nous       | Gorilla in Our Midst                | Grape Ape s'écrase dans la ville, faisant de lours dégâts. | 4 septembre 2021   | NC                 |
| 3                   | Boo boude                   | Boo Boots                           | Boo Boo ne se sent pas apprécié. | 11 septembre 2021  | NC                 |
| 4                   | Mon ami Dave                | My Doggie Dave                      | Pappy Toutou déguise Jappy en adulte pour trainer avec ses potes. | 11 septembre 2021  | NC                 |
| 5                   | Noix de coco mémorable      | A Coconut to Remember               | Mantalo obtient le travail de ses rêves. | 18 septembre 2021  | NC                 |
| 6                   | Épicerie                    | Grocery Store                       | Jappy se lance dans une quête épique. | 18 septembre 2021  | NC                 |
| 7                   | Cindy veut lire             | Must Be Jelly                       | Cindy trouve un moyen de gagner du temps. | 25 septembre 2021  | NC                 |
| 8                   | Les chats dansent           | Cats Do Dance                       | Le Pacha et sa bande sont forcés de participer à un concours de danse. | 25 septembre 2021  | NC                 |
| 9                   | Carré VIP                   | VIP Baby You Know Me                | Shag Rugg crée un carré VIP dans le café familial. | 2 octobre 2021     | NC                 |
| 10                  | La guitare d'El Kabong      | El Kabong's Kabong is Gone          | La guitare d'El Kabong se brise. | 2 octobre 2021     | NC                 |
| 11                  | M. Flabby Dabby Wabby Jabby | Mr. Flabby Dabby Wabby Jabby        | Les enfants se déguisent en M. Flabby Dabby Wabby Jabby mais la situation dégénère quand ils sont pris pour le vrai.                                                              | 9 octobre 2021     | NC                 |
| 12                  | Ice Ice Daddy               | Ice Ice Daddy                       | Après une soirée passée avec Yogi, Boo Boo, Mantalo et Loopy, Captaine Caverne brise un glacier et découvre Capitaine Caverne Junior.                                             | 9 octobre 2021     | NC                 |
| 13                  | L'ADN de Yogi               | DNA, A-OK!                          | Yogi découvre qu'il est génétiquement un chat. | 16 octobre 2021    | NC                 |
| 14                  | Le visage de la ville       | Face of the Town!                   | Le maire Roquet Belles-Oreilles organise un concours dans la ville. | 16 octobre 2021    | NC                 |
| 15                  | La ruse de Yogi             | Cattanooga Cheese Explosion         | Yogi prétend être le père de Shag Rugg pour entrer dans une pizzeria. | 23 octobre 2021    | NC                 |
| 16                  | Dans le mille               | Squish or Miss                      | Jappy et Shag aident Yakky. | 23 octobre 2021    | NC                 |
| 17                  | Réalité virtuelle           | Gotta Kiss Them All                 | Jappy et Yappy jouent à un jeu de réalité virtuelle. | 30 octobre 2021    | NC                 |
| 18                  | Tournoi de lutte            | Jelly Wrestle Rumble!               | Roquet Belles-Oreilles organise un tournoi de lutte à Jellystone. | 30 octobre 2021    | NC                 |
| 19                  | Situation délicate          | A Fish Sticky Situation             | Le Pacha et sa bande vendent des bâtonnets de poisson périmés depuis longtemps à tous les habitants de la ville et qui se transforment en poissons frits. Ils doivent les guérir. | 6 novembre 2021    | NC                 |
| 20                  | La guitare d'El Kabong      | A Town Video: Welcome to Jellystone | Roquet Belles-Oreilles engage Yogi pour faire un film de présentation de la ville de Jellystone.                                                                                  | 6 novembre 2021    | NC                 |
| 21                  | La guitare d'El Kabong      | Spell Book                          | Le jour d'halloween, Jappy Toutou, Shag Rugg et Yakky Doodle vont chez Sophie la sorcière et utilisent la magie pour obtenir tous les bonbons de la ville.                        | NC                 | NC                 |

### Saison 2 (2022)
| Numéro de l'épisode | Titre français                       | Titre original                                | Résumé | Première diffusion |
| ------------------- | ------------------------------------ | --------------------------------------------- | --- | ------------------ |
| 1                   | Premier baiser                       | Lady Danjjer: Is It Wrong to Long for Kabong? | Mantalo réalise qu'aucun homme ne l'a jamais embrassée. Elle met tout en œuvre pour que le beau El Kabong lui donne son premier baiser.               | 17 mars 2022       |
| 2                   | Les enfants rebelles                 | Baby Shenanigans                              | Jappy et ses amis remontent l'horloge pour rajeunir les adultes mais ça ne se passe pas comme prévu.                                                  | 17 mars 2022       |
| 3                   | Bleep !                              | Bleep                                         | Cindy se rend compte qu'elle n'a pas d'amis puis elle rencontre Bleep, un extraterrestre qui chamboule sa vie.                                        | 17 mars 2022       |
| 4                   | La Crise de la Quarantaine de Yogi   | Yogi's Midlife Crisis                         | Yogi fait sa crise de la quarantaine et monte un groupe de rock.                                                                                      | 17 mars 2022       |
| 5                   | Éclipse à Jellystone                 | Jellystone Moon Platoon                       | Le Capitaine Caverne alerte Jellystone sur une éclipse totale. Les scientifiques cherchent une solution.                                              | 17 mars 2022       |
| 6                   | Panique sur la plage                 | The Sea Monster of Jellystone Cove            | Mantalo et Loopy se déguisent en monstres pour échapper à la foule sur la plage de Jellystone.                                                        | 17 mars 2022       |
| 7                   | Vive les affaires                    | Business                                      | Après avoir assisté à une conférence de Bobbie Louie au forum des métiers, Jappy se prend de passion pour le commerce.                                | 17 mars 2022       |
| 8                   | Le pantalon à quatre pattes          | Pants                                         | Magila est en crise financière mais tout le monde préfère Squiddly la pieuvre. Il doit trouver une solution pour inverser la tendance.                | 17 mars 2022       |
| 9                   | Oh Oh ! Un cambrioleur !             | Uh Oh! It's a Burglar!                        | Mantalo, Loopy et Magila font face à un cambrioleur masqué lors de la fermeture de leur boutique.                                                     | 17 mars 2022       |
| 10                  | Le Trésor des Seniors                | It's a Mad Mad Mad Rat Race                   | Jeremiah et Lippy le lion ne se souviennent pas d'où ils ont caché leur trésor. Toute la ville se met à sa recherche.                                 | 17 mars 2022       |
| 11                  | Le gentil petit papa                 | The Brave Little Daddy                        | Pappy combat Momo pour impressionner sa fille. Toute la ville le soutient.                                                                            | 17 mars 2022       |
| 12                  | La grande puanteur                   | The Big Stink                                 | Un gaz à l'usine de puanteur contamine toute la ville. Yogi, Pappy Toutou et Mildiou sont immunisés, ensemble, ils vont devoir sauver toute la ville. | 17 mars 2022       |
| 13                  | Boo Boo et Bidule : amis pour la vie | Boo-Boo and Benny: Little Buddy Trouble       | Boo Boo et Bidule deviennent amis, Yogi et Pacha les cherchent.                                                                                       | 17 mars 2022       |
| 14                  | Le voleur de colis                   | The Box Thief                                 | Les habitants de Jellystone se font voler leurs colis. Les détectives privés Fouinard et Babillard mènent l'enquête avec les habitants.               | 17 mars 2022       |
| 15                  | La prison quatre étoiles             | Jailcation                                    | Pacha et ses amis veulent aller dans une prison quatre étoiles mais Touché la Tortue leur complique la tâche.                                         | 17 mars 2022       |
| 16                  | Du vent dans les voiles              | Balloon Kids                                  | Yakky, Shag et Jappy livrent un colis pendant un stage chez Pierre Popotame mais les choses tournent mal.                                             | 17 mars 2022       |
| 17                  | Le bébé de Jappy                     | Augie's Baby                                  | Jappy fabrique un bébé en pastèque, Yakky se retrouve coincée dedans et Jappy croit que sa pastèque est vivante.                                      | 17 mars 2022       |
| 18                  | Tous des héros                       | Heroes and Capes                              | Faucon Bleu sauve le maire et inspire les habitants pour vaincre un monstre géant.                                                                    | 17 mars 2022       |
| 19                  | Fais de beaux rêves                  | Sweet Dreams                                  | Pour aider Jappy à dormir, Pappy Toutou raconte une histoire et d'autres habitants aussi.                                                             | 17 mars 2022       |

### Saison 3 (2024)
| Numéro de l'épisode | Titre français                        | Titre original            | Résumé | Première diffusion |
| ------------------- | ------------------------------------- | ------------------------- | --- | ------------------ |
| 1                   | Premier baiser                        | Meet the Jetsons          | Mantalo réalise qu'aucun homme ne l'a jamais embrassée. Elle met tout en œuvre pour que le beau El Kabong lui donne son premier baiser.                             | 22 février 2024    |
| 2                   | La Fièvre du Disco                    | Disco Fever               | Cool Cat passe voir le maire Roquet Belles Oreilles et crée une épidémie de disco. Cindy, Yogi et Boo Boo vont devoir l'endiguer.                                   | 22 février 2024    |
| 3                   | Cindy vs. Noodle Arms                 | Cindy vs. Noodle Arms     | Cindy endort ses patients, elle demande à Pacha de la conseiller.                                                                                                   | 22 février 2024    |
| 4                   | Mantalo voit des beaux gosses partout | Hot Guys, Cold Turkey     | Mantalo ressent un amour inconsidéré pour tout ce qui l'entoure, elle tombe amoureuse de tout le monde !                                                            | 22 février 2024    |
| 5                   | Les gratouillis                       | Lotions 11                | Comme Pacha est en prison, sa bande doit mettre en œuvre l'embrouille du siècle sans lui.                                                                           | 22 février 2024    |
| 6                   | La grande poilade                     | LAFF Games                | Jellystone participe à une compétition contre une ville rivale, New Caillouville.                                                                                   | 22 février 2024    |
| 7                   | Frankenhooky                          | Frankenhooky              | Yogi et Boo Boo visitent un parc abandonné dans la forêt et sont pris pour des monstres par des enfants curieux.                                                    | 22 février 2024    |
| 8                   | La meilleure des meilleures copines   | Girl, You My Friend!      | Cindy, Mantalo et Squiddly s'affrontent pour le titre de "meilleure copine" de Jellystone.                                                                          | 22 février 2024    |
| 9                   | Enquête à Jellystone                  | Jellystone Noir           | Shag engage une équipe de détectives privés pour retrouver sa capacité à s'émerveiller.                                                                             | 22 février 2024    |
| 10                  | Un maire peut en cacher un autre      | Vote Raspberry            | Roquet Belles-Oreilles crée un faux adversaire pour se présenter contre lui à la mairie de Jellystone.                                                              | 22 février 2024    |
| 11                  | Le Pouvoir de l'amitié                | Collection Protection     | Pierre Popotame demande à Yakky, Shag et Jappy de surveiller sa précieuse collection de figurines d'animés pendant qu'il part en déplacement.                       | 22 février 2024    |
| 12                  | Titre français inconnu                | Mummy Knows Best          | El Kabong se fait casser tous les os par le ballon de Pierre Popotame. Il demande à Hadji d'être le professeur remplaçant mais une momie à Quest Bowl l'en empêche. | 22 février 2024    |
| 13                  | Titre français inconnu                | Augie-Mented Reality      | Pappy Toutou utilise un gadget de Cindy pour cloner Jappy. | 22 février 2024    |
| 14                  | Titre français inconnu                | Space Con                 | C'est la 10e convention de science-fiction et de poisson frit à Jellystone.                                                                                         | 22 février 2024    |
| 15                  | Titre français inconnu                | Sha-Zogi                  | Cindy montre à Yogi une salle d'attente bondée de cas médicaux différents à l'hôpital.                                                                              | 22 février 2024    |
| 16                  | Titre français inconnu                | Lil' Honk Honks           | Shag Rugg joue avec le Lil'Honk Honks de son père. | 22 février 2024    |
| 17                  | Titre français inconnu                | Epic Rager                | Le maire Roquet Belles-Oreilles organise une fête pour célébrer la victoire de Jellystone contre l'invasion des habitants des égoûts.                               | 22 février 2024    |
| 18                  | Titre français inconnu                | Crisis on Infinite Mirths | | NC                 |

## Production
La production de la série a commencé en 2020 selon le producteur exécutif C. H. Greenblatt, la directrice Careen Ingle, la scénariste et artiste de storyboard Hannah Ayoubi et le producteur exécutif Sam Register.
Greenblatt était un fan de Hanna-Barbera quand il était enfant et a eu un grand respect pour la marque, estimant que c'est son large éventail de personnages qui a fait son succès. Pendant le développement, lui et son équipe ont eu l'idée de réunir tous les personnages dans une ville moderne avec certains personnages adaptés au public moderne et d'autres réduits à des caméos.
Dans une entrevue en juillet 2020, il annonce que la série pourrait débuter en 2021.
Il a été annoncé que Jeff Bergman ferait la voix de Yogi l'ours et d'autres personnages dans la série.
La série a débuté le 29 juillet 2021 sur HBO Max.
Jellystone! est animé avec Adobe Animate par Cheeky Little et Snittle Animation. Ben Gruber est le rédacteur en chef.
Greenblatt ne considère pas la série comme nostalgique mais une « lettre d'amour » aux licences de Hanna-Barbera. Il ne voit pas la série comme un remplacement des précédentes et espère que les séries classiques seront disponibles plus facilement dans le futur. Il compare aussi Jellystone! à la saison 5 des Simpson où la série est passée d'une sitcom familiale à une distribution d'ensemble.

## Diffusion
Jellystone a débuté aux États-Unis sur HBO Max le 29 juillet 2021 et sur Cartoon Network le 4 septembre 2021,. La série est aussi disponible sur les plateformes ITunes et Vudu.
Au Canada, la série est diffusée sur Teletoon le 10 octobre 2021et au Québec sur Télétoon depuis le 5 mars 2022.
Au Royaume-Uni et en Irlande, la série est diffusée depuis le 1er novembre 2021 sur Cartoon Network.
En France, la série est diffusée sur Cartoon Network depuis le 27 novembre 2021,
Au Brésil et en Amérique latine, la série est diffusée sur Cartoon Network et HBO Max depuis le 10 décembre 2021.